# Ksienjewka (Kraj Zabajkalski)
Ksienjewka (ros. Ксеньевка) – osiedle typu miejskiego w Rosji, w Kraju Zabajkalskim, w rejonie mogoczińskim. W 2010 liczyło 2980 mieszkańców.